# Abiskoa
Abiskoa abiskoensis es una especie de araña araneomorfa de la familia Linyphiidae. Es el único miembro del género monotípico Abiskoa.

## Distribución
Es un endemismo del Norte de Europa y Asia. 